# Hohler Fels-i vénusz

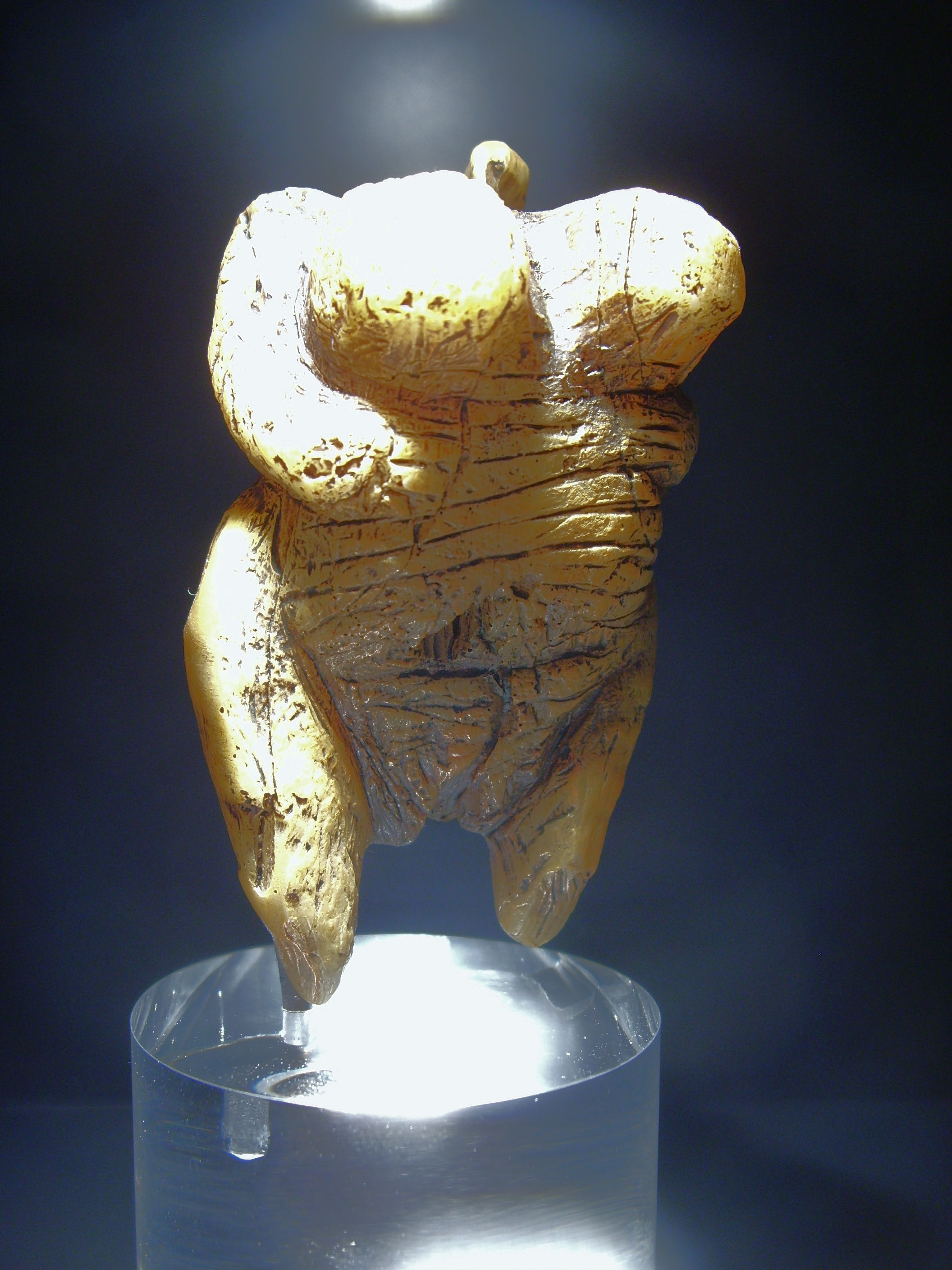
Hohler Fels vénusza

A Hohler Fels-i vénusz a Sváb-Alpok (Schwäbische Alb) egyik karsztbarlangjából került elő, a Hohler Fels-barlangból, 2008 szeptemberében. A rétegtani datálás szerint az aurignaci kultúrához tartozik, 31 000-35 000 év korú, ezért a világ eddig ismert legrégebbi plasztikus emberábrázolása. Kidolgozottabb az izraeli Berekhat Ram-i vénusznál és a marokkói Tan-tani vénusznál (ezenkívül ezek emberi eredete is vitatott).
Nicholas Conard 1997 óta végzett ásatásokat a Baden-Württemberg tartományi lelőhelyeken, és 2008-ban akadt rá erre a szenzációs leletre. A szobor 20 méterre a barlang bejáratától, a jelenlegi padlószinttől számított körülbelül három méteres mélységből származik. A tudományos világ 2009. május 13-án sajtótájékoztatóból ismerhette meg a leletet, majd 2009. május 14-én a Nature folyóiratban került publikálásra a Prehistoric Pin-up című cikkben.
A szobor 59,7 mm magasságú, szélessége 34,6 mm. Bal karja a vállal együtt hiányzik. Feje nincs és nem is volt, helyette olyan csap áll ki belőle, aminél fogva fel lehetett kötni valahová. Ebből arra következtetnek, hogy nyaklánc csüngője lehetett. A nemi jellegek itt is erősen túlhangsúlyozottak, mint az őskőkori vénuszszobrok mindegyikénél az elkövetkező 20 000 évben. Funkciója még vitatott.
Összesen hat csonttöredéket találtak a barlang rétegeiben. Ezeknek radiometrikus datálását az Oxford Radiocarbon Accelerator végezte el. Az eredmények:
1. 31 140 ± 310;
2. 31 290 ± 180;
3. 31 180 ± 180;
4. 31 760 ± 200;
5. 34 570 ± 260;
6. 34 720 ± 280;
7. 40 000 ± 500.

Az eredmények szerint három időszakban, 40 000 év körül, 35 000 év körül és 31 000 év körül kerültek a barlangba e csontok. A vénuszfigura a középső korszakból származik, tehát körülbelül 6000 évvel idősebb az eddig ismert gravetti kultúrához tartozó idoloknál.
A fiatalabb csoport kora megegyezik a Sváb-Alpokból már korábban is ismert aurignaci jellegű leletek korával.

## Külső hivatkozások
- Science magazine Archiválva 2009. május 17-i dátummal a Wayback Machine-ben
- livescience.com
- Nature Magazine
- Archaelogy.about.com Archiválva 2011. augusztus 7-i dátummal a Wayback Machine-ben